# Confetti's
Confetti's var en belgisk musikgrupp bildad 1988 som främst spelade techno. Sångare i gruppen var Peter Renkens. Gruppen var verksam åren 1988–1991. De hade framförallt en stor hit med låten "Sound of C", men även låtar som "C I China" och "C Countdown" blev kända.